# Индигова цветарница
Индиговата цветарница (Diglossa indigotica) е вид птица от семейство Тангарови (Thraupidae).

## Разпространение
Видът е разпространен в Еквадор и Колумбия.